# ليندن هال
ليندن هال (بالإنجليزية: Linden Hall) هي منافسة ألعاب القوى أسترالية، ولدت في 20 مارس 1991 في Sunbury, Victoria ‏ في أستراليا.

## وصلات خارجية
- ليندن هال على موقع الاتحاد الدولي لألعاب القوى (الإنجليزية)
- ليندن هال على موقع النتائج التاريخية لألعاب القوى الأسترالية (الإنجليزية)
- ليندن هال على موقع الدوري الماسي (الإنجليزية)
- ليندن هال على موقع TFRRS.org (الإنجليزية)
- ليندن هال على موقع اللجنة الأولمبية الدولية (الإنجليزية)
- ليندن هال على موقع أوليمبيديا (الإنجليزية)
- ليندن هال على موقع اللجنة الأولمبية الأسترالية (الإنجليزية)